# Yu-Gi-Oh!
Yu-Gi-Oh! (遊☆戯☆王 Yū☆gi☆ō, lit. "Spillenes Konge") er en japansk manga, lavet af Kazuki Takahashi. Seriens forlag er Carlsen Manga. Serien er på 38 bind, men senere er der lavet flere serier, masser af merchandise m.m. Yu-Gi-Oh! blev første gang udgivet i 1996 i Japan og er så udgivet i 2004 i Danmark.

## Yu-Gi-Oh! Duel Monsters
Yu-Gi-Oh! Duel Monsters (遊☆戯☆王デュエル モンスターズ Yūgiō Dyueru Monsutāzu) er en Japansk anime, som er delvist baseret på den originale manga.
Serien handler om Yugi og hans venner Joey, Tristan, Bakura og Tea som går på Domino High School.
Det fiktive kortspil, "Duel Monsters". Det mere voksne indhold er fjernet og navnene på visse karakterer er også ændret. Dette skyldes primært at der bruges den amerikanske udgave som har fjernet flere af de grove scener fra den japanske version (F.eks dør ingen personer, men forsvinder i stedet for til skyggeriget, og flere steder er lysglimt sat på i kampscener, hvilket ikke er tilfældet i den japanske udgave.) Det har ikke været muligt at se resten af Yu-Gi-Oh på DR1, eftersom serien stoppede i julen 2006.

## Yu-Gi-Oh! Trading Card Game
Yu-Gi-Oh! Trading Card Game (Yu-Gi-Oh! Samlekortspillet), er den virkelige modpart af det fiktionelle samlekortspil, Duel Monsters (kendt som Magic & Wizards I tegneserien, som en reference til Magic: The Gathering) som er vist I tegneserien, og de 4 tegnefilm, Yu-Gi-Oh! Duel Monsters, Yu-Gi-Oh! Duel Monsters GX, Yu-Gi-Oh! 5D's og Yu-Gi-Oh! ZEXAL. . Spillet går ud på at 2 spillere har deres bunke kort (kaldet "deck"), på 40-60 kort. Ud over et Main Deck, kan man også have et Extra Deck, på maksimalt 15 kort, som kan indeholde Synchro-monstre, Fusion-monstre og Xyz-monstre. Man bruger de forskellige typer kort (Monster, Spell og Trap) til taktisk at reducere modstanderens Life Points (Ofte kaldet Livspoint på dansk) med. Hvert kort, har enten en beskrivelse af billedets udseende, eller en speciel effekt, som ændrer reglerne på spillet. Der findes i dag ca. 10000 forskelige Yu-Gi-Oh! kort og er et af de mest spillede TCG(Trading Card Game) i verden, hvor Magic The Gathering topper 1# mest spillede i verden.